# Žernov (Liberec)
Žernov è un comune della Repubblica Ceca facente parte del distretto di Semily, nella regione di Liberec.